# (200393) 2000 RM25
(200393) 2000 RM25 es un asteroide perteneciente al cinturón de asteroides descubierto el 1 de septiembre de 2000 por el equipo del Lincoln Near-Earth Asteroid Research desde el Laboratorio Lincoln, Socorro, Nuevo México, Estados Unidos.

## Designación y nombre
Designado provisionalmente como 2000 RM25.

## Características orbitales
2000 RM25 está situado a una distancia media del Sol de 2,410 ua, pudiendo alejarse hasta 2,704 ua y acercarse hasta 2,116 ua. Su excentricidad es 0,121 y la inclinación orbital 6,055 grados. Emplea 1367,21 días en completar una órbita alrededor del Sol.

## Características físicas
La magnitud absoluta de 2000 RM25 es 16,1. 